# Tequan Richmond
Tequan Richmond ( /təˈkwɑːn/ ; nacido el 30 de octubre de 1992), también conocido como T-Rich, es un actor estadounidense mejor conocido por interpretar a Drew Rock en la comedia de UPN / CW Todo el mundo odia a Chris. Richmond interpretó a Ray Charles Jr. (hijo del cantante y músico Ray Charles) en la película Ray, y en la telenovela General Hospital de ABC, interpretó a TJ Ashford.

## Carrera
En 2001, Richmond se mudó a Los Ángeles, California, sin tener la intención de convertirse en actor. Apareció en anuncios de revistas como Sports Illustrated, Reader's Digest, Newsweek y National Geographic, así como en un anuncio impreso nacional de Nestlé. Richmond hizo su debut en el Festival de Cine de Sundance de 2013 con una actuación como el francotirador de Beltway Lee Boyd Malvo en Blue Caprice. La película se vendió a Sundance Select/IFC Films y abrió el Festival New Directors/New Films en el MoMA en 2013. La película se estrenó en cines en otoño de 2013.
Richmond también fue uno de los seis presentadores de programas de televisión para niños en Toon Disney y ha tenido papeles como estrella invitada en Cold Case de CBS, CSI: Crime Scene Investigation, Private Practice, Detroit 1-8-7, Memphis Beat, Love That Girl y Numb3rs así como Strong Medicine de Lifetime y The Shield de FX. Ha coprotagonizado ER de NBC, Weeds de Showtime y Mad TV de Fox.
Mientras protagonizaba Todo el mundo odia a Chris, en 2008, Richmond apareció en el comercial de la marca Tide con la voz en off de MC Lyte.
Richmond apareció en el vídeo musical "Hate It Or Love It" como el joven Game de los raperos 50 Cent and The Game.

## Filmografía

### Televisión
| Year      | Title                          | Role                  | Notes                                         |
| --------- | ------------------------------ | --------------------- | --------------------------------------------- |
| 2002      | ER                             | Boy                   | Episodio: "Chaos Theory"                      |
| 2003      | CSI: Crime Scene Investigation | Tramelle Willis-Tombs | Episodio: "Lucky Strike"                      |
| 2003      | The Law and Mr. Lee            | Andre Lee             | Piloto                                        |
| 2003      | Mad TV                         | Tyson                 | Episodio: "December 20, 2003"                 |
| 2003      | The Bernie Mac Show            | Amigo de vanessa      | Episodio: "Meet the Grandparents"             |
| 2004      | Cold Case                      | R.J. Holden           | Episodio: "The Plan"                          |
| 2005      | The Shield                     | Lionel                | Episodio: "Bang"                              |
| 2005      | Strong Medicine                | Shay Williams         | Episodio: "Clinical Risk"                     |
| 2005–2009 | Todo el mundo odia a Chris     | Drew Rock             | Personaje regular                             |
| 2008      | Numbers                        | Bishop                | Episodio: "Checkmate"                         |
| 2009      | Weeds                          | Adolescente           | Episodio: "Wonderful Wonderful"               |
| 2010      | Detroit 1-8-7                  | Appleman              | Episodio: "Home Invasion/Drive-By"            |
| 2011      | Private Practice               | Tyler                 | Episodio: "A Step Too Far"                    |
| 2011      | Love That Girl!                | Gilbert               | Episodio: "We Are Family, Part 2"             |
| 2011      | Memphis Beat                   | Jesse                 | Episodio: "Body of Evidence"                  |
| 2012      | Mr. Box Office                 | Anthony               | Episodios: "Pilot" y "Somebody's Watching Me" |
| 2012-2018 | General Hospital               | TJ Ashford            | Recurrente                                    |
| 2016      | Ringside                       | TC                    | Película de TV                                |
| 2018      | All Night                      | Christian Fulner      | Personaje regular                             |
| 2018      | The Unsettling                 | Connor                | Personaje regular                             |
| 2019-2020 | Boomerang                      | Bryson                | Personaje regular                             |

### Cine
| Year | Title                            | Role                  |
| ---- | -------------------------------- | --------------------- |
| 2004 | Ray                              | Ray Charles Jr.       |
| 2006 | Las nueve revelaciones           | Jugador de baloncesto |
| 2013 | Blue Caprice                     | Lee Boyd Malvo        |
| 2013 | House Party: Tonight's the Night | Chris Johnson         |
| 2017 | Nowhere, Michigan                | David                 |
| 2018 | Thriller                         | Andre Nixon           |